# Rotterdam Jaguars
De Rotterdam Jaguars is een lacrossevereniging die in 2005 opgericht werd. De studentensportvereniging heeft een heren- en damesteam en is gevestigd in Rotterdam Kralingen. Als een van de weinige Nederlandse lacrosse clubs heeft het een eigen veld ter beschikking. Door de samenwerking met de Erasmus Universiteit kan er gebruik worden gemaakt van een van de velden die Erasmus sport in beheer heeft. In 2013 is de sportvereniging winnaar geworden van het jaarlijkse initiatief Ons Kluppie. 

## Competitie
Het herenteam van de Rotterdam Jaguars maakt voor het seizoen 2013/2014 deel uit van de tweede divisie. Voorgaande seizoenen was er sprake van een andere competitie indeling en zijn er diverse resultaten geboekt, waaronder nationaal kampioen van 2007/2008. Daarnaast doen de Rotterdam Jaguars sinds 2012 mee aan de Silesia cup in Wroclaw, Polen.

## Prestaties Herenteam
| Seizoen   | Resultaat                      |
| --------- | ------------------------------ |
| 2007/2008 | Nationaal kampioen             |
| 2010/2011 | Derde plaats Hoofdklasse       |
| 2012/2013 | Derde plaats Divisie West/Oost |

## Prestaties Damesteam
| Seizoen   | Resultaat                |
| --------- | ------------------------ |
| 2012/2013 | Tweede plaats Divisie II |
| 2021/2022 | Nationaal kampioen       |